# Canton de Vincelles
Le canton de Vincelles est une circonscription électorale française située dans le département de l'Yonne et la région Bourgogne-Franche-Comté.

## Histoire
Un nouveau découpage territorial de l'Yonne entre en vigueur à l'occasion des premières élections départementales suivant le décret du 13 février 2014. Les conseillers départementaux sont, à compter de ces élections de mars 2015, élus au scrutin majoritaire binominal mixte. Les électeurs de chaque canton élisent au Conseil départemental, nouvelle appellation du Conseil général, deux membres de sexe différent, qui se présentent en binôme de candidats. Les conseillers départementaux sont élus pour 6 ans au scrutin binominal majoritaire à deux tours, l'accès au second tour nécessitant 12,5 % des inscrits au 1er tour. En outre la totalité des conseillers départementaux est renouvelée. Ce nouveau mode de scrutin nécessite un redécoupage des cantons dont le nombre est divisé par deux avec arrondi à l'unité impaire supérieure si ce nombre n'est pas entier impair, assorti de conditions de seuils minimaux. Dans l'Yonne, le nombre de cantons passe ainsi de 42 à 21.
Le canton de Vincelles est créé par ce décret. Il est formé de communes des anciens cantons de Coulanges-sur-Yonne (2 communes), de Coulanges-la-Vineuse (12 communes), de Courson-les-Carrières (11 communes), de Saint-Sauveur-en-Puisaye (10 communes) et de Toucy (1 commune). Il est entièrement inclus dans l'arrondissement d'Auxerre. Le bureau centralisateur est situé à Vincelles.

## Représentation
| Période élective | Période élective | Mandat | Mandat   | Identité           | Nuance | Nuance | Qualité |
| ---------------- | ---------------- | ------ | -------- | ------------------ | ------ | ------ | --- |
| 2015             | 2021             | 2015   | 2021     | Christiane Lemoine |        | DVG    | Retraitée maire déléguée de Perreuse                                                                                    |
| 2015             | 2021             | 2015   | 2021     | Yves Vecten        |        | DVG    | Agriculteur à Avigneau adjoint au maire d'Escamps, maire depuis 2020                                                    |
| 2021             | 2028             | 2021   | en cours | Najiba Hadjalli    |        | DVG    | Gestionnaire au sein d’un organisme de la protection sociale, conseillère municipale de Treigny-Perreuse-Sainte-Colombe |
| 2021             | 2028             | 2021   | en cours | Yves Vecten        |        | DVG    | Conseiller sortant |

### Résultats détaillés

#### Élections de mars 2015
À l'issue du 1er tour des élections départementales de 2015, deux binômes sont en ballottage : Gérard Barbot et Chantal Ferrer (FN, 27,59 %) et Christiane Lemoine et Yves Vecten (DVG, 25,42 %). Le taux de participation est de 55,44 % (6 641 votants sur 11 978 inscrits) contre 51,97 % au niveau départemental et 50,17 % au niveau national.
Au second tour, Christiane Lemoine et Yves Vecten (DVG) sont élus avec 63,22 % des suffrages exprimés et un taux de participation de 57,12 % (3 931 voix pour 6 849 votants et 11 990 inscrits).

#### Élections de juin 2021
Le premier tour des élections départementales de 2021 est marqué par un très faible taux de participation (33,26 % au niveau national). Dans le canton de Vincelles, ce taux de participation est de 37,68 % (4 330 votants sur 11 492 inscrits) contre 35,12 % au niveau départemental. À l'issue de ce premier tour, deux binômes sont en ballottage : Najiba Hadjalli et Yves Vecten (DVG, 28,89 %) et Odile Berthier et Philippe Vigouroux (DVD, 26,05 %).
Le second tour des élections est marqué une nouvelle fois par une abstention massive équivalente au premier tour. Les taux de participation sont de 34,36 % au niveau national, 36,29 % dans le département et 39,38 % dans le canton de Vincelles. Najiba Hadjalli et Yves Vecten (DVG) sont élus avec 52,66 % des suffrages exprimés (2 131 voix pour 4 530 votants et 11 502 inscrits),,.

## Composition
Lors du redécoupage de 2014, le canton de Vincelles comprenait trente-six communes entières.
À la suite de la création des communes nouvelles des Hauts de Forterre au 1er janvier 2017 et de Treigny-Perreuse-Sainte-Colombe au 1er janvier 2019, le canton comprend désormais trente-trois communes entières.
| Nom                               | Code Insee | Intercommunalité       | Superficie (km2) | Population (dernière pop. légale) | Densité (hab./km2) | Modifier                                    |
| --------------------------------- | ---------- | ---------------------- | ---------------- | --------------------------------- | ------------------ | ------------------------------------------- |
| Vincelles (bureau centralisateur) | 89478      | CA de l'Auxerrois      | 12,53            | 910 (2022)                        | 73                 | modifier les données · modifier les données |
| Andryes                           | 89007      | CC de Puisaye-Forterre | 29,79            | 445 (2022)                        | 15                 | modifier les données · modifier les données |
| Charentenay                       | 89084      | CC de Puisaye-Forterre | 14,64            | 286 (2022)                        | 20                 | modifier les données · modifier les données |
| Coulangeron                       | 89117      | CC de Puisaye-Forterre | 8,52             | 214 (2022)                        | 25                 | modifier les données · modifier les données |
| Coulanges-la-Vineuse              | 89118      | CA de l'Auxerrois      | 10,59            | 787 (2022)                        | 74                 | modifier les données · modifier les données |
| Courson-les-Carrières             | 89125      | CC de Puisaye-Forterre | 34,16            | 895 (2022)                        | 26                 | modifier les données · modifier les données |
| Druyes-les-Belles-Fontaines       | 89148      | CC de Puisaye-Forterre | 39,48            | 273 (2022)                        | 6,9                | modifier les données · modifier les données |
| Escamps                           | 89154      | CA de l'Auxerrois      | 22,21            | 853 (2022)                        | 38                 | modifier les données · modifier les données |
| Escolives-Sainte-Camille          | 89155      | CA de l'Auxerrois      | 7,52             | 714 (2022)                        | 95                 | modifier les données · modifier les données |
| Étais-la-Sauvin                   | 89158      | CC de Puisaye-Forterre | 44,79            | 629 (2022)                        | 14                 | modifier les données · modifier les données |
| Fontenoy                          | 89179      | CC de Puisaye-Forterre | 15,90            | 293 (2022)                        | 18                 | modifier les données · modifier les données |
| Fouronnes                         | 89182      | CC de Puisaye-Forterre | 17,79            | 182 (2022)                        | 10                 | modifier les données · modifier les données |
| Gy-l'Évêque                       | 89199      | CA de l'Auxerrois      | 15,02            | 446 (2022)                        | 30                 | modifier les données · modifier les données |
| Les Hauts de Forterre             | 89405      | CC de Puisaye-Forterre | 33,07            | 481 (2022)                        | 15                 | modifier les données · modifier les données |
| Irancy                            | 89202      | CA de l'Auxerrois      | 11,98            | 243 (2022)                        | 20                 | modifier les données · modifier les données |
| Jussy                             | 89212      | CA de l'Auxerrois      | 7,28             | 355 (2022)                        | 49                 | modifier les données · modifier les données |
| Lain                              | 89215      | CC de Puisaye-Forterre | 10,18            | 178 (2022)                        | 17                 | modifier les données · modifier les données |
| Lainsecq                          | 89216      | CC de Puisaye-Forterre | 25,00            | 324 (2022)                        | 13                 | modifier les données · modifier les données |
| Levis                             | 89222      | CC de Puisaye-Forterre | 12,08            | 222 (2022)                        | 18                 | modifier les données · modifier les données |
| Merry-Sec                         | 89252      | CC de Puisaye-Forterre | 14,17            | 175 (2022)                        | 12                 | modifier les données · modifier les données |
| Migé                              | 89256      | CC de Puisaye-Forterre | 14,62            | 392 (2022)                        | 27                 | modifier les données · modifier les données |
| Mouffy                            | 89270      | CC de Puisaye-Forterre | 4,89             | 133 (2022)                        | 27                 | modifier les données · modifier les données |
| Moutiers-en-Puisaye               | 89273      | CC de Puisaye-Forterre | 31,42            | 270 (2022)                        | 8,6                | modifier les données · modifier les données |
| Ouanne                            | 89283      | CC de Puisaye-Forterre | 38,20            | 584 (2022)                        | 15                 | modifier les données · modifier les données |
| Sainpuits                         | 89331      | CC de Puisaye-Forterre | 22,84            | 290 (2022)                        | 13                 | modifier les données · modifier les données |
| Saint-Sauveur-en-Puisaye          | 89368      | CC de Puisaye-Forterre | 30,89            | 907 (2022)                        | 29                 | modifier les données · modifier les données |
| Saints-en-Puisaye                 | 89367      | CC de Puisaye-Forterre | 27,71            | 546 (2022)                        | 20                 | modifier les données · modifier les données |
| Sementron                         | 89383      | CC de Puisaye-Forterre | 11,70            | 104 (2022)                        | 8,9                | modifier les données · modifier les données |
| Sougères-en-Puisaye               | 89400      | CC de Puisaye-Forterre | 26,50            | 298 (2022)                        | 11                 | modifier les données · modifier les données |
| Thury                             | 89416      | CC de Puisaye-Forterre | 23,22            | 426 (2022)                        | 18                 | modifier les données · modifier les données |
| Treigny-Perreuse-Sainte-Colombe   | 89420      | CC de Puisaye-Forterre | 67,46            | 1 076 (2022)                      | 16                 | modifier les données · modifier les données |
| Val-de-Mercy                      | 89426      | CC de Puisaye-Forterre | 13,46            | 373 (2022)                        | 28                 | modifier les données · modifier les données |
| Vincelottes                       | 89479      | CA de l'Auxerrois      | 1,85             | 282 (2022)                        | 152                | modifier les données · modifier les données |
| Canton de Vincelles               | 8921       |                        | 701,46           | 14 586 (2022)                     | 21                 | modifier les données                        |

## Démographie
En 2022, le canton comptait 14 586 habitants, en évolution de −2,64 % par rapport à 2016 (Yonne : −1,95 %, France hors Mayotte : +2,11 %).
| 2013   | 2018   | 2022   |
| ------ | ------ | ------ |
| 15 327 | 14 730 | 14 586 |